# Dylan Larkin
Dylan Larkin, född 30 juli 1996, är en amerikansk professionell ishockeyforward som spelar för Detroit Red Wings i National Hockey League (NHL).
Han har tidigare spelat för Grand Rapids Griffins i American Hockey League (AHL); Michigan Wolverines i National Collegiate Athletic Association (NCAA) samt Team USA i United States Hockey League (USHL).
Larkin draftades av Detroit Red Wings i första rundan i 2014 års draft som 15:e spelare totalt.

## Statistik
| 2009–2010   | Detroit Belle Tire U13 | T1EHL       | 31  | 17  | 35  | 52  | 22  | — | — | — | — | —  |
| 2010–2011   | Detroit Belle Tire U14 | T1EHL       | 30  | 23  | 24  | 47  | 41  | — | — | — | — | —  |
| 2011–2012   | Detroit Belle Tire U15 | T1EHL       | 20  | 13  | 7   | 20  | 16  | — | — | — | — | —  |
| 2012–2013   | Team USA               | USHL        | 37  | 7   | 7   | 14  | 40  | — | — | — | — | —  |
|             | U.S. National U17 Team |             | 55  | 13  | 14  | 27  | 54  | — | — | — | — | —  |
| 2013–2014   | Team USA               | USHL        | 26  | 17  | 9   | 26  | 24  | — | — | — | — | —  |
|             | U.S. National U18 Team |             | 60  | 31  | 25  | 56  | 56  | — | — | — | — | —  |
| 2014–2015   | Michigan Wolverines    | NCAA        | 35  | 15  | 32  | 47  | 38  | — | — | — | — | —  |
|             | Grand Rapids Griffins  | AHL         | —   | —   | —   | —   | —   | 6 | 3 | 2 | 5 | 6  |
| 2015–2016   | Detroit Red Wings      | NHL         | 80  | 23  | 22  | 45  | 34  | 5 | 1 | 0 | 1 | 18 |
| 2016–2017   | Detroit Red Wings      | NHL         | 80  | 17  | 15  | 32  | 37  | — | — | — | — | —  |
| 2017–2018   | Detroit Red Wings      | NHL         | 82  | 16  | 47  | 63  | 61  | — | — | — | — | —  |
| 2018–2019   | Detroit Red Wings      | NHL         | 76  | 32  | 41  | 73  | 75  | — | — | — | — | —  |
| 2019–2020   | Detroit Red Wings      | NHL         | 71  | 19  | 34  | 53  | 39  | — | — | — | — | —  |
| 2020–2021   | Detroit Red Wings      | NHL         | 44  | 9   | 14  | 23  | 34  | — | — | — | — | —  |
| 2021–2022   | Detroit Red Wings      | NHL         | 71  | 31  | 38  | 69  | 47  | — | — | — | — | —  |
| 2022–2023   | Detroit Red Wings      | NHL         | 80  | 32  | 47  | 79  | 45  | — | — | — | — | —  |
| NHL totalt  | NHL totalt             | NHL totalt  | 584 | 179 | 258 | 437 | 372 | 5 | 1 | 0 | 1 | 18 |
| USHL totalt | USHL totalt            | USHL totalt | 63  | 24  | 16  | 40  | 64  | — | — | — | — | —  |

### Internationellt
| Källa: Uppdaterad: 2023-02-05 | Källa: Uppdaterad: 2023-02-05 | Källa: Uppdaterad: 2023-02-05 |         | Utv = Utvisningsminuter | Utv = Utvisningsminuter | Utv = Utvisningsminuter | Utv = Utvisningsminuter | Utv = Utvisningsminuter |
| År                            | Lag                           | Mästerskap                    | Matcher | Mål                     | Assists                 | Poäng                   | Utv                     |                         |
| ----------------------------- | ----------------------------- | ----------------------------- | ------- | ----------------------- | ----------------------- | ----------------------- | ----------------------- | ----------------------- |
| 2014                          | USA                           | U18-VM                        | 6       | 2                       | 2                       | 4                       | 2                       |                         |
| 2015                          | USA                           | JVM                           | 5       | 5                       | 2                       | 7                       | 4                       |                         |
| 2015                          | USA                           | VM                            | 10      | 0                       | 1                       | 1                       | 6                       |                         |
| 2016                          | USA                           | VM                            | 10      | 2                       | 7                       | 9                       | 8                       |                         |
| 2016                          | Lag Nordamerika               | WC                            | 2       | 0                       | 1                       | 1                       | 2                       |                         |
| 2017                          | USA                           | VM                            | 8       | 2                       | 8                       | 10                      | 6                       |                         |
| 2018                          | USA                           | VM                            | 10      | 3                       | 6                       | 9                       | 8                       |                         |
| 2019                          | USA                           | VM                            | 7       | 3                       | 2                       | 5                       | 4                       |                         |
| Junior totalt                 | Junior totalt                 | Junior totalt                 | 11      | 7                       | 4                       | 11                      | 6                       |                         |
| Senior totalt                 | Senior totalt                 | Senior totalt                 | 47      | 10                      | 25                      | 35                      | 34                      |                         |